# Pleosporomycetidae
Pleosporomycetidae é uma subclasse da classe de fungos Dothideomycetes considerada como contendo as seguintes quatro ordens: Pleosporales, Hysteriales, Mytilinidiales e Jahnulales. 

## Descrição
A subclasse tem como elemento diferenciador a presença de pseudoparáfises, células não-reprodutivas que se prolongam para baixo a partir da parte superior de lóculos, cavidades no interior das estruturas reprodutivas (sexuais), que contêm ascos em forma e saco com esporos produzidos sexualmente (ascosporos). As pseudoparáfises são inicialmente ligadas aos tecidos circundantes por ambos os extremos, mas por vezes a sua parte superior fica livre na maturação.
Apesar da subclasse ter a presença de pseudoparáfises como elemento diferenciador, algumas ordens e famílias onde este tipo de estruturas está presente não são incluídas no agrupamento taxonómico porque estudos de reconstituição das respectivas filogenias com base no DNA não permitem a inclusão com suficiente grau de confiança. Apesar disso, esses taxa poderão ainda vir a ser incluídos entre os Pleosporomycetidae se futuros elementos o permitirem.